# Turó de Sant Sebastià (Calaf)
El Turó de Sant Sebastià és una muntanya de 765 metres que es troba al municipi de Calaf, a la comarca de l'Anoia.